# ルーカス・ルップ
ルーカス・ルップ（Lukas Rupp, 1991年1月8日 - ）は、ドイツ・バーデン＝ヴュルテンベルク州ハイデルベルク出身のサッカー選手。ポジションはMF。アリス・テッサロニキ所属。

## 経歴
カールスルーエSCのリザーブチームでキャリアをスタートさせ、2009年にトップチームに昇格。2011-12シーズンにはボルシア・メンヒェングラートバッハへ移籍。2012年にはSCパーダーボルンに半年間期限付き移籍をした。
2014-15シーズンにはSCパーダーボルンへ完全移籍した。
2015-16シーズンにはSCパーダーボルンの2部降格に伴い、VfBシュトゥットガルトへ2018年までの3年契約で完全移籍した。
2016-17シーズンにはVfBシュトゥットガルトの2部降格に伴い、トップリーグでのプレーを希望し、生まれ故郷ハイデルベルクに近い1899ホッフェンハイムへ2020年までの4年契約で完全移籍した
2020年1月13日、2022年までの2年契約をノリッジ・シティFCと結んだ。
2023年1月、アリス・テッサロニキに加入した。

## 所属クラブ
- カールスルーエSCⅡ 2008-2011
- カールスルーエSC 2009-2011
- ボルシア・メンヒェングラートバッハ 2011-2014

→ SCパーダーボルン07 2012.1-2012.6 (loan)
- SCパーダーボルン07 2014-2015
- VfBシュトゥットガルト 2015-2016
- 1899ホッフェンハイム 2016-2020
- ノリッジ・シティFC 2020-2022
- アリス・テッサロニキ 2023-